# Teste 219
Teste 219 foi um teste termonuclear realizado pela União Soviética em 24 de dezembro de 1962 na ilha de Nova Zembla, o rendimento foi de 24,4 megatons, se tornando a segundo maior detonação criada pelo homem atrás apenas da Tsar Bomba de 57 megatons e a frente de Castle Bravo de 15 megatons,  os Estados Unidos tinham uma bomba com capacidade maxima de 25 megatons chamado de B41, se este tivesse sido testado em sua potência maxima, teria sido mais potente que o teste 219.

## História
Depois do teste da Tsar Bomba, a União Soviética queria criar uma ogiva com poder maior que 20 megatons, em 19 de setembro de 1962, uma ogiva foi lançada por um míssil sobre Nova Zembra, com rendimento de 10 megatons, logo depois o objetivo era desenvolver uma bomba muito limpa, então foi projetada uma bomba semelhante a Tsar, porém, como a mesma, a sua potência foi cortada pela metade, com rendimento esperado de 25 megatons, a bomba foi lançada por um Tu-95 modificado a velocidades subsônicas junto de um para-quedas, caindo a uma velocidade entre 20-25 metros por segundo ela detonou aos 3750 m e as 11:12 do horário local, supostamente foi a bomba mais limpa da historia, com a fusão tendo rendido mais 99% do total, enquanto a Tsar teve 97% de seu rendimento da fusão.